# Llac Timsah

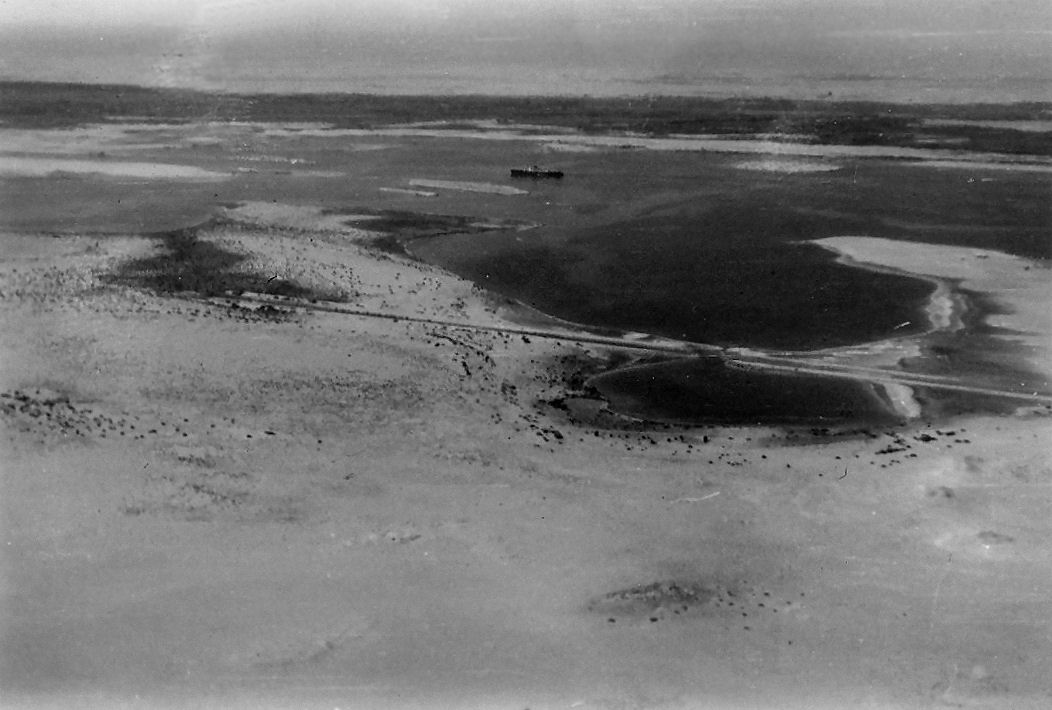
Llac Timsah.

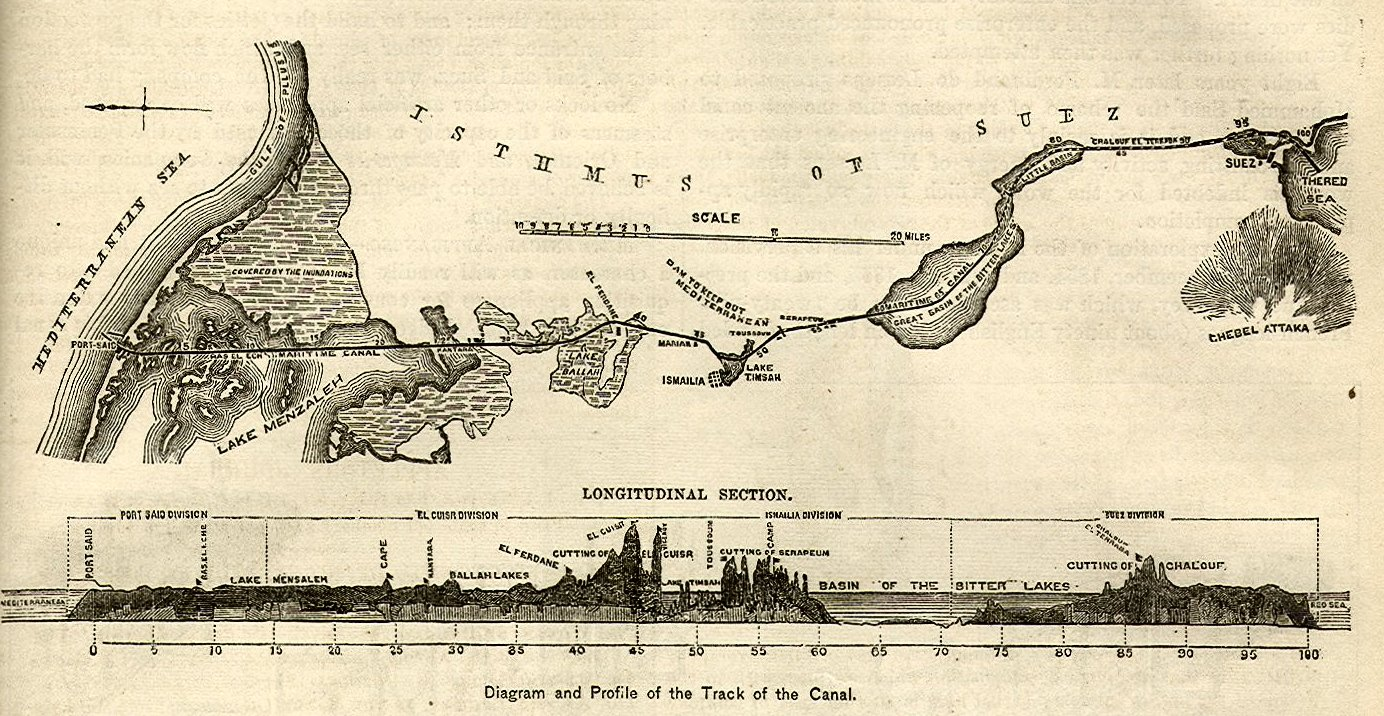
Situació del Llac Timsah al pas del Canal de Suez. Al detall hi figura la ciutat Ismaïlia, a la riba del llac.

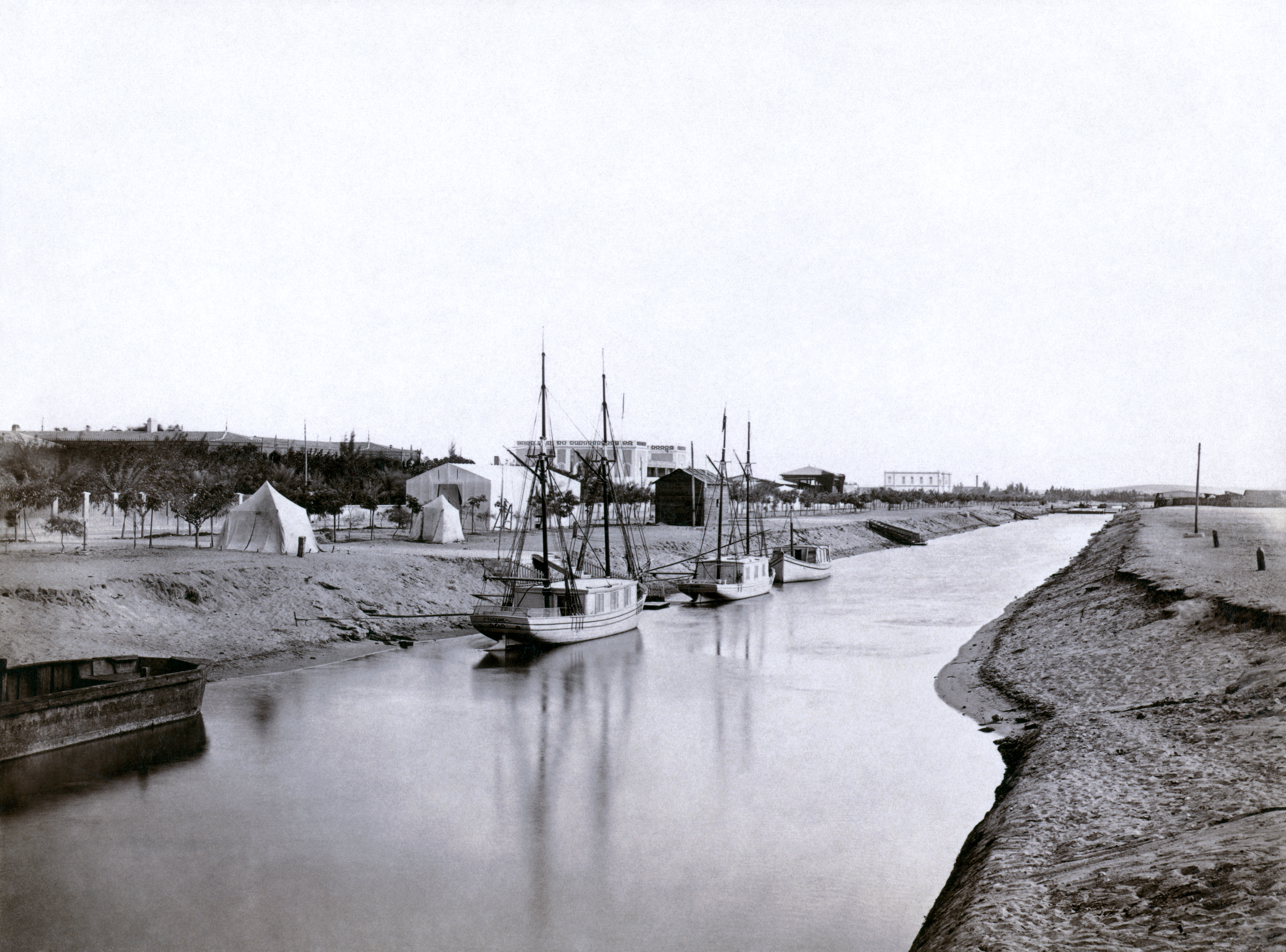
El canal de Suez a Ismaïlia, a la riba nord del Llac Timsah (1860). La consecució del segment va transportar les aigües del Llac Manaleh al Llac Timsah.

El llac Timsah o llac dels Cocodrils (àrab: بحيرة التمساح, buḥayrat at-Timsāḥ, ‘llac dels Cocodrils’) és un llac situat al delta del Nil a Egipte. Es tracta d'un llac d'aigua salada d'uns 14 km² de superfície, que es troba al pas del canal de Suez. Els altres llacs d'aquest sistema són el Gran Llac Amarg i el llac Manzala. Al costat oest del llac es troba la ciutat d'Ismaïlia.
La situació del llac al Canal de Suez és a 79 km al sud de Port Saïd, situant-se juntament amb els llacs amargs a sobre d'una falla que va des del Mar Mediterrani fins al Golf de Suez.
El 18 de novembre de 1862, degut als progressos en les obres del Canal de Suez, es va permetre la comunicació del llac Timsah amb les aigües del Mediterrani.

## Canals anteriors
L'ús d'aquest llac en canals queda patent en les construccions de canals egípcies que tractaven de comunicar els llacs amb el golf de Suez.